# Puiseux (Ardenas)
 Puiseux  es una población y comuna francesa, en la región de Champaña-Ardenas, departamento de Ardenas, en el distrito de Rethel y cantón de Novion-Porcien.

## Demografía
| 107 | 102 | 91 | 84 | 96 | 80 |
| Para los censos de 1962 a 1999 la población legal corresponde a la población sin duplicidades (Fuente: INSEE [Consultar]) |     |    |    |    |    |